# Parc national de Shenandoah
Le parc national de Shenandoah (Shenandoah National Park) est un parc national américain s'étendant sur une partie des Blue Ridge Mountains dans le piémont de l'État de Virginie. Le plus haut sommet est Hawksbill Mountain, qui culmine à 1 228 mètres. Selon l'article en anglais, le mot amérindien Shenandoah signifierait « Belle Fille des Étoiles ».

## Attractions
Le parc est réputé pour la route appelée Skyline Drive qui parcourt le parc sur 169 km. Elle est surtout fréquentée à l'automne, lorsque les feuilles des arbres changent de couleur. Le parc dispose de plusieurs chemins comme une section du sentier des Appalaches ou le Frazier Discovery Trail parmi les 800 km de chemins du parc. Il existe aussi dix chutes d'eau et des possibilités de camping, promenades à cheval, etc.

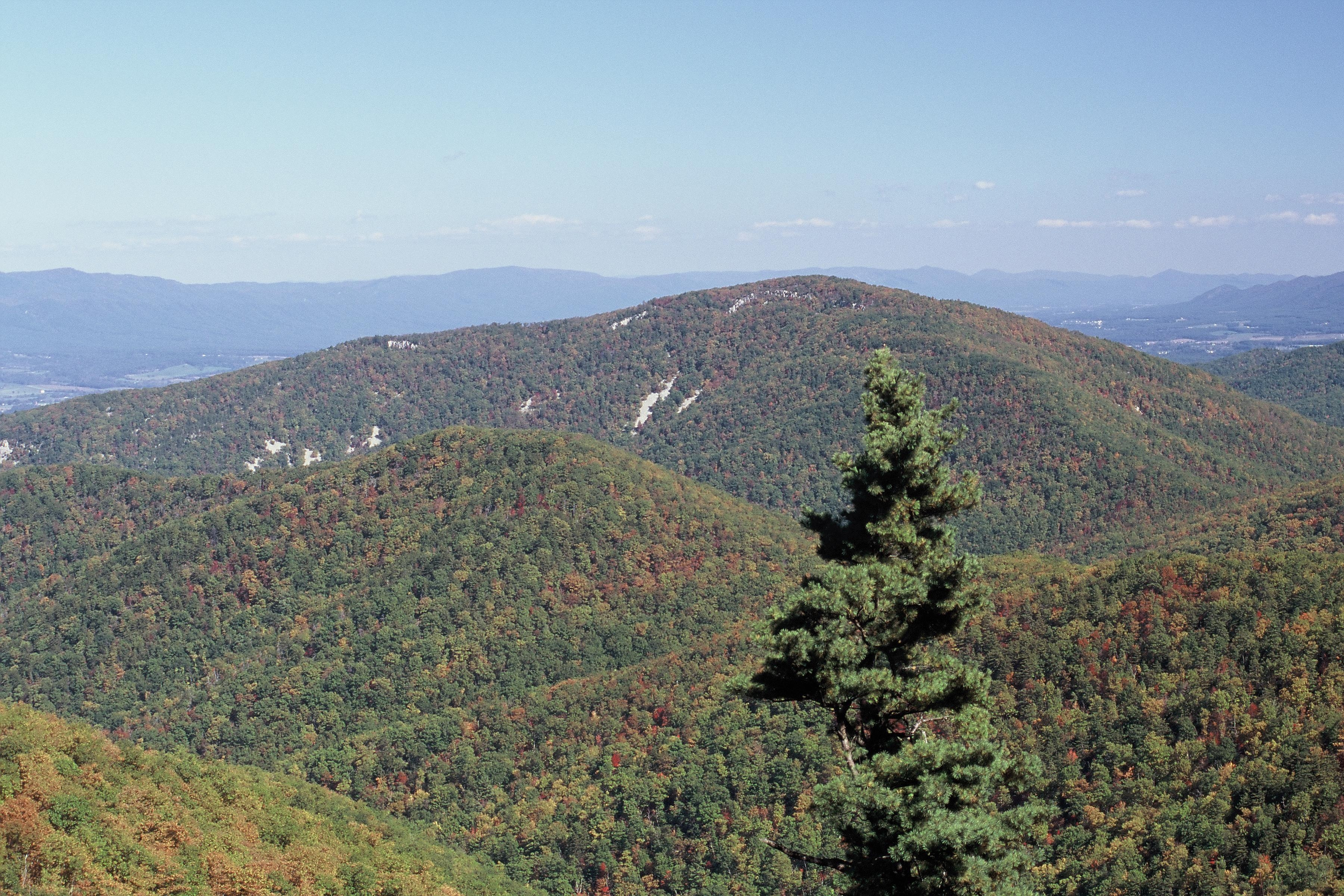
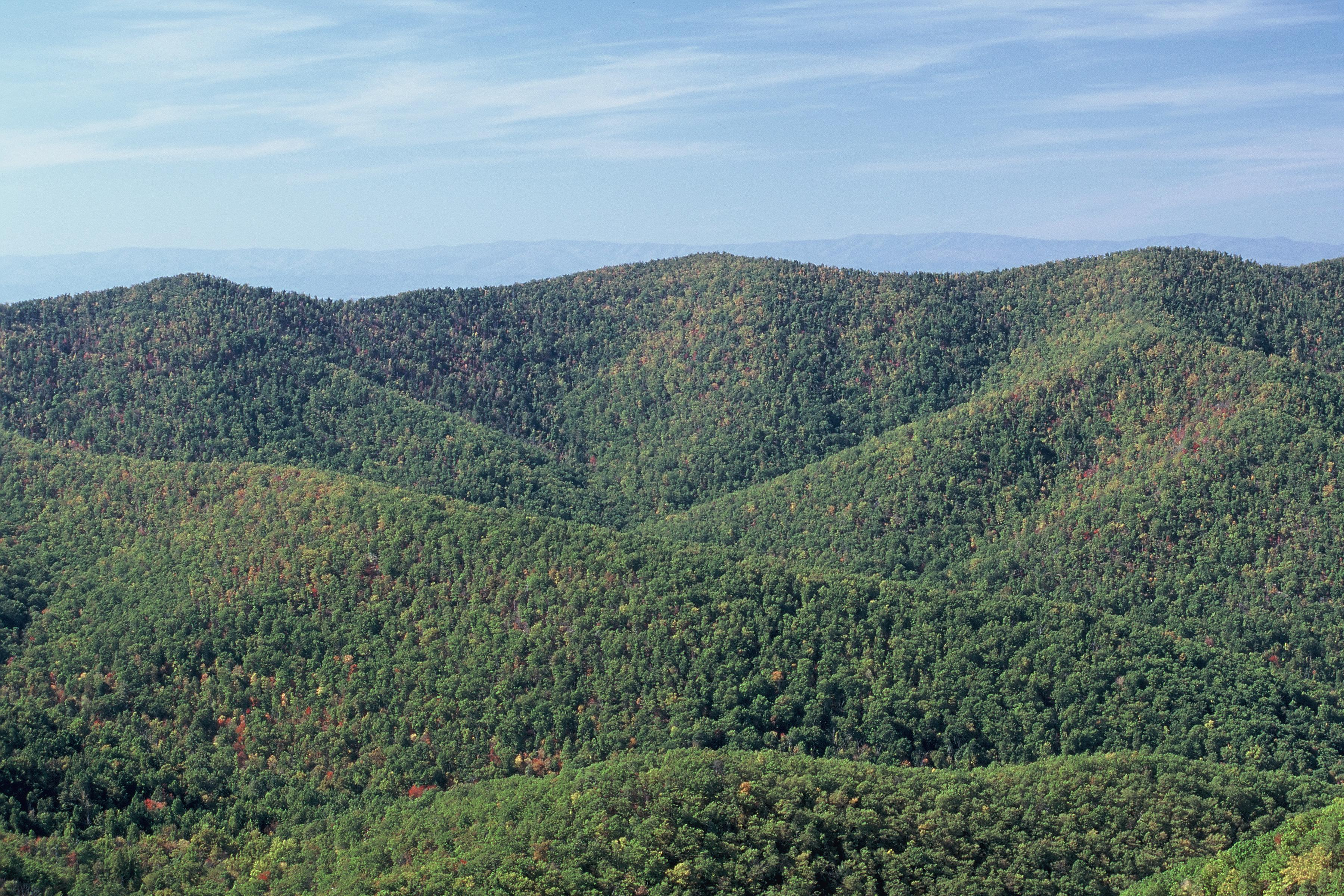
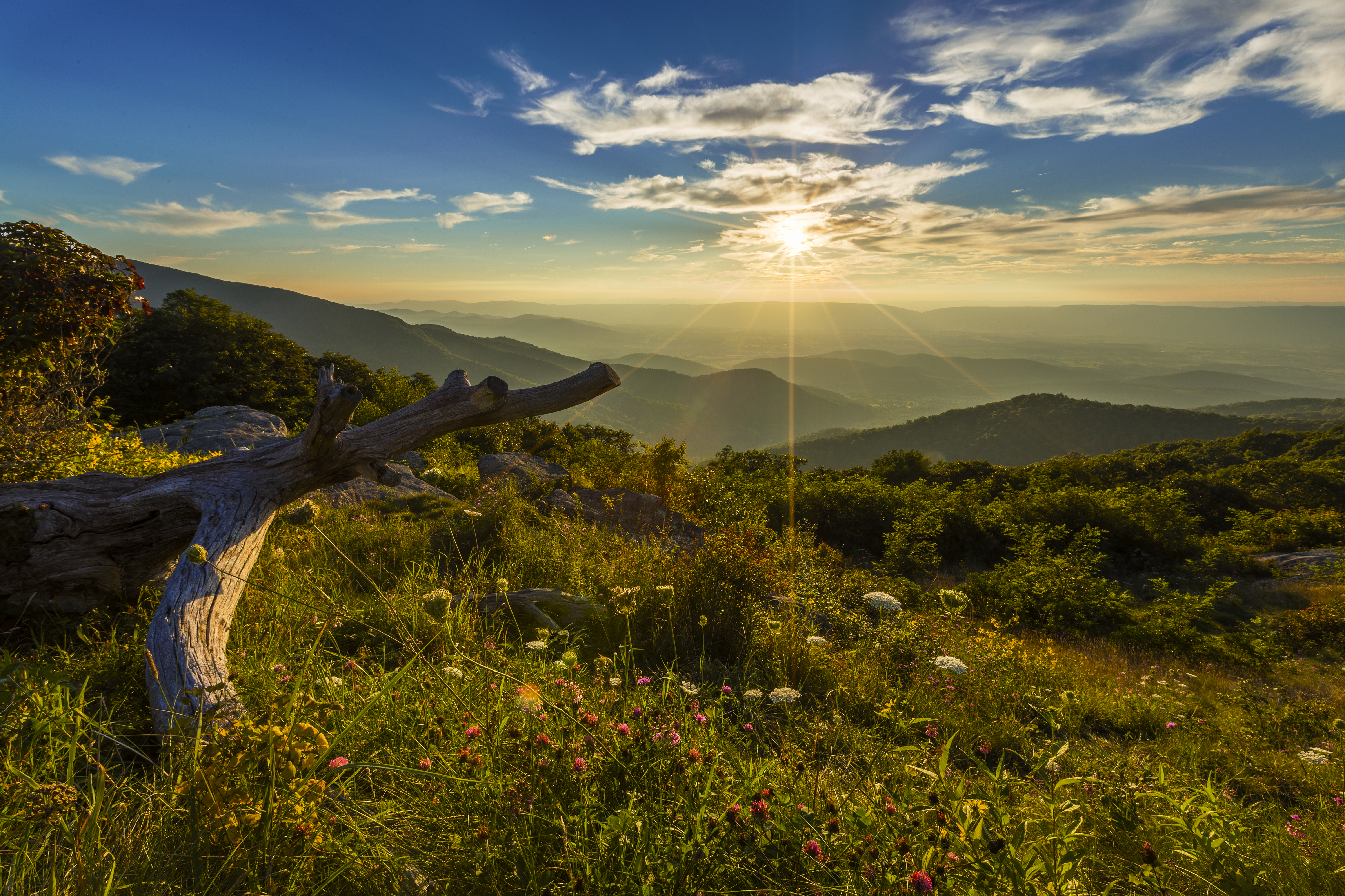
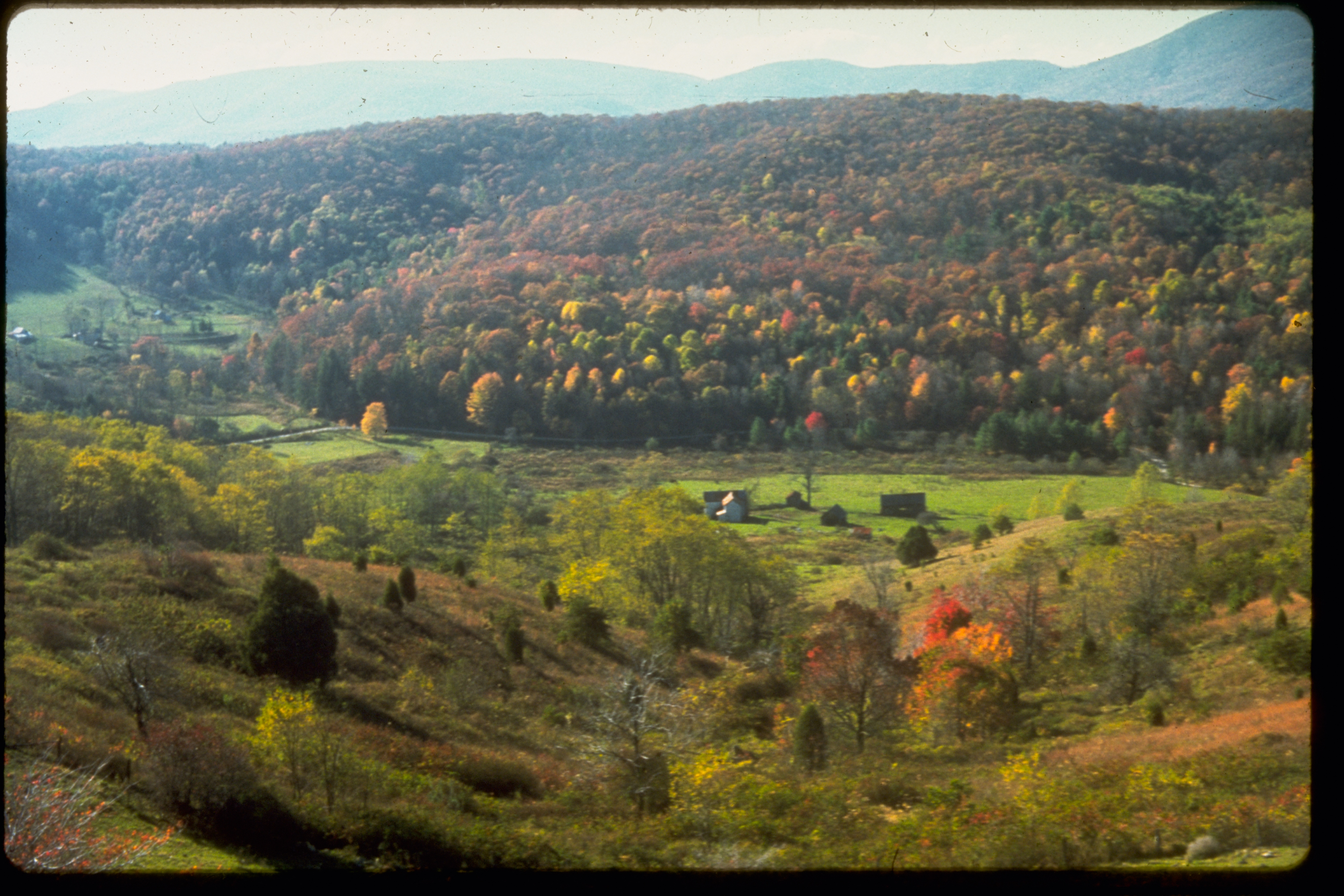
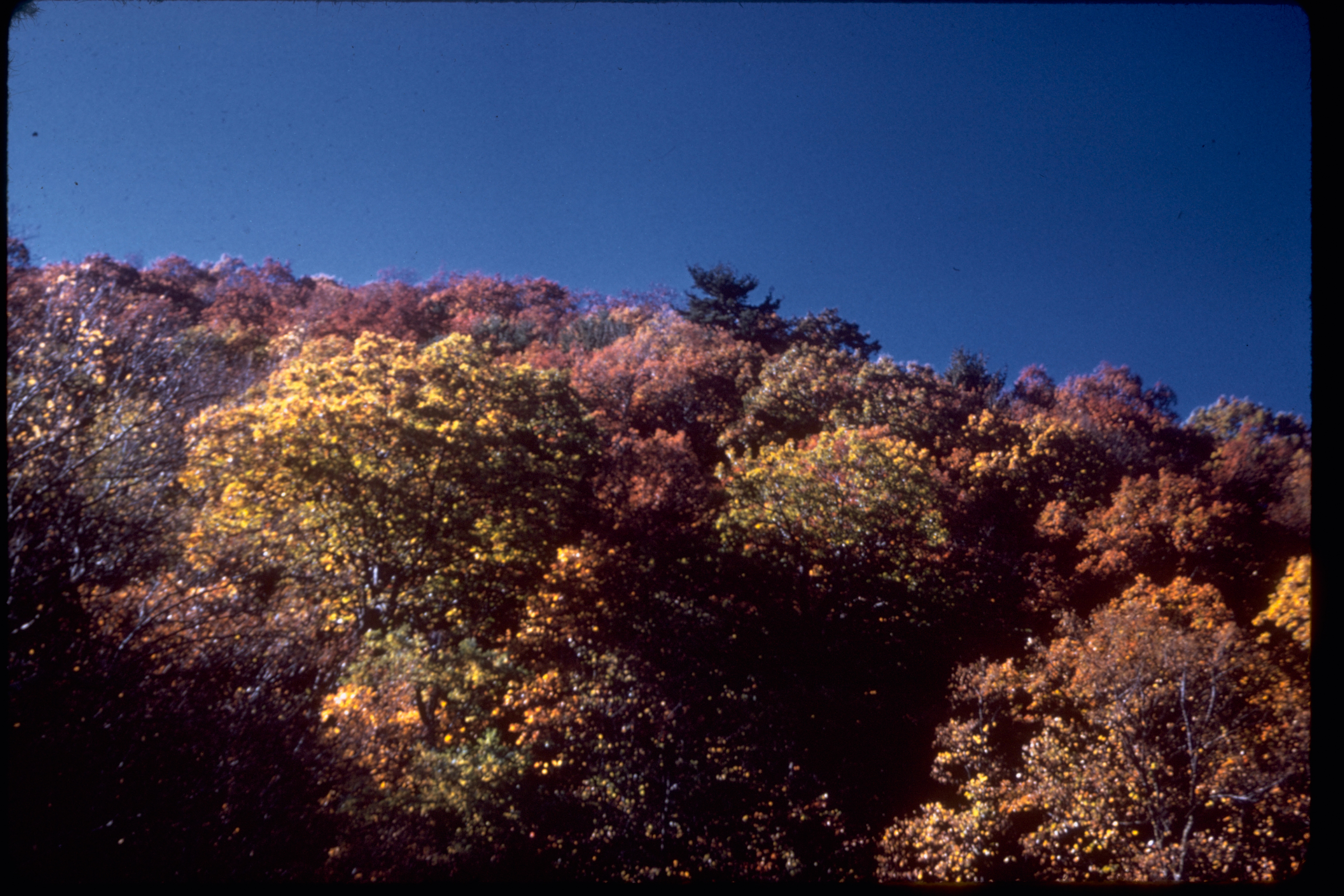
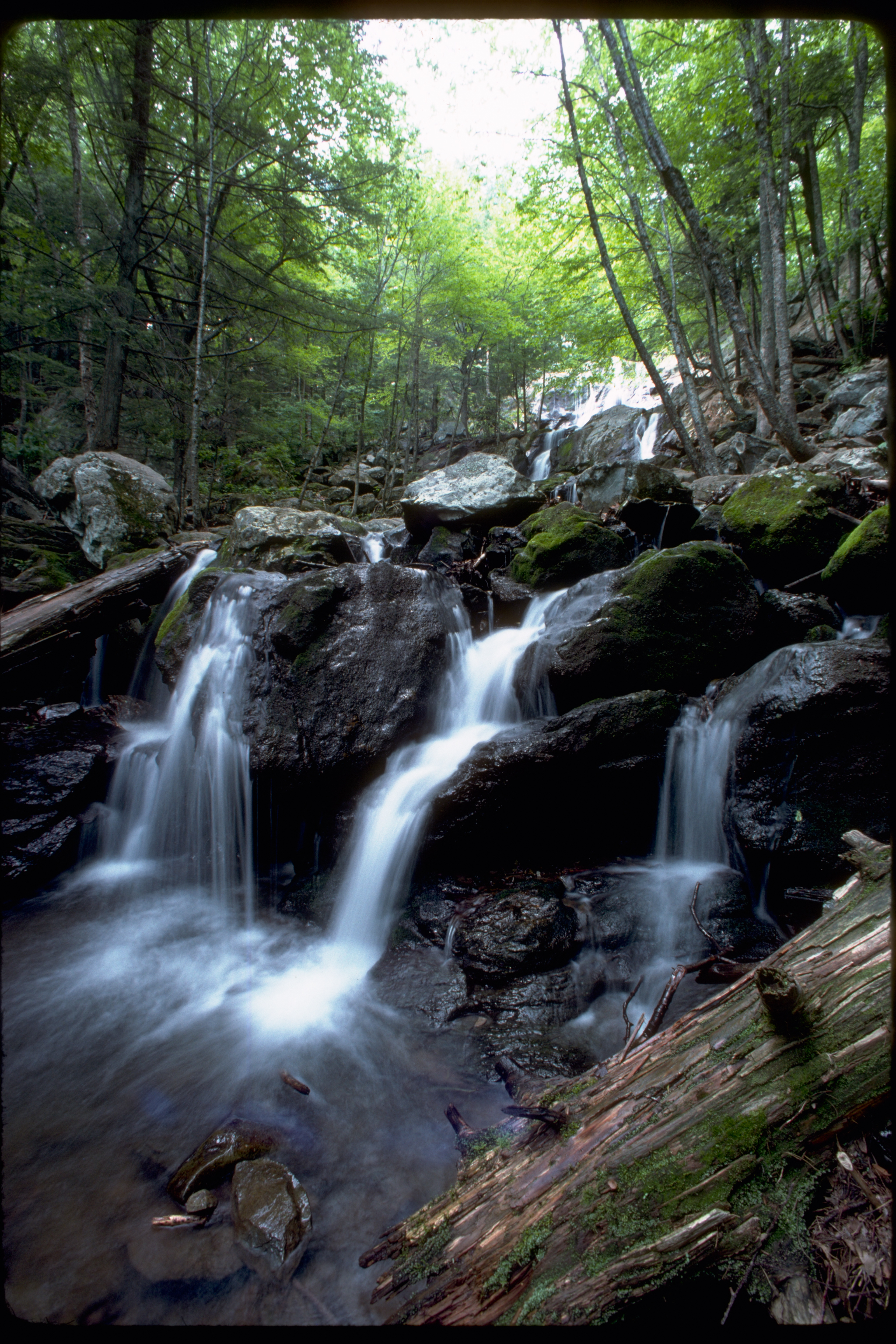
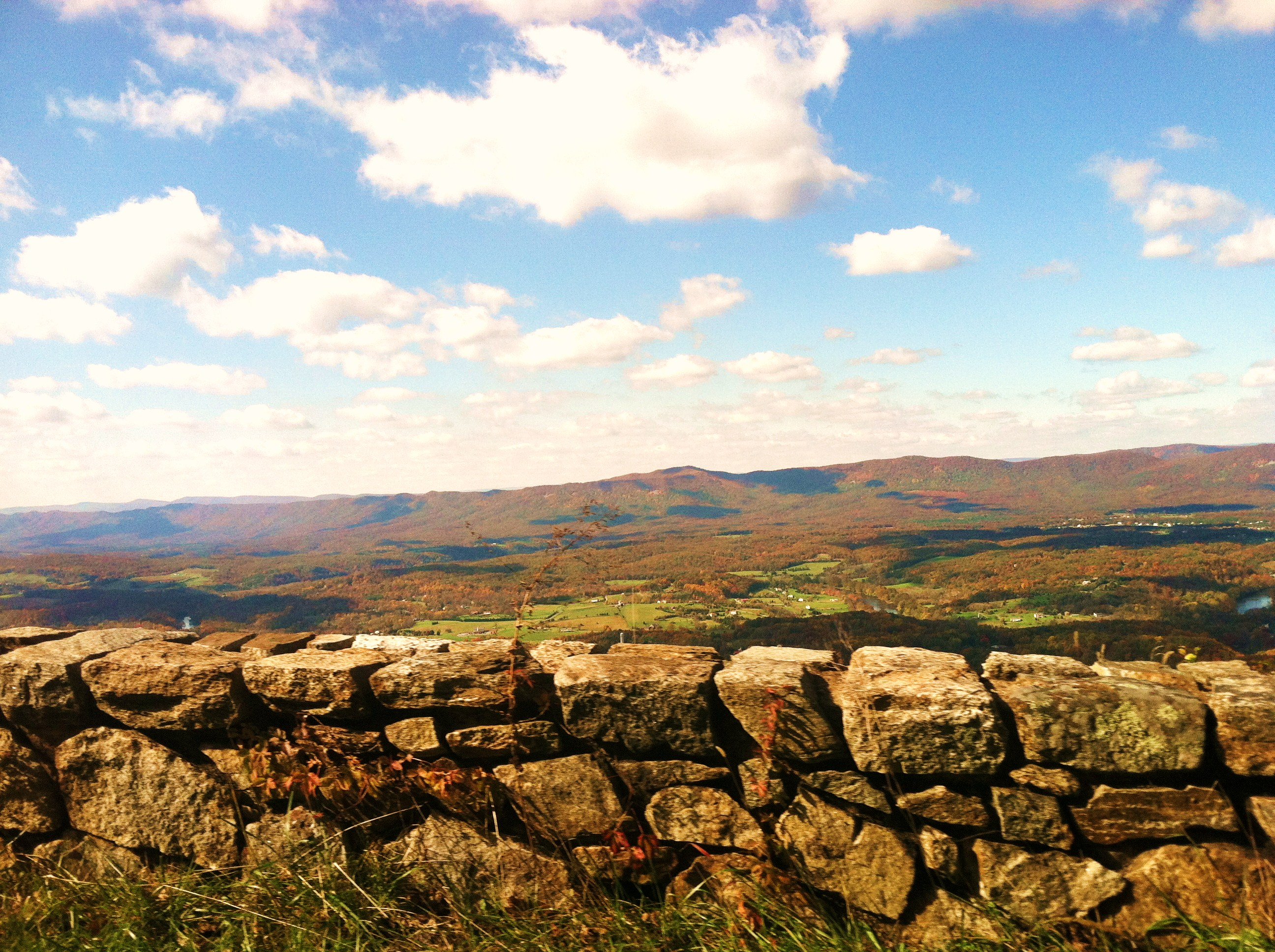
Site archéologique de Robertson Mountain.
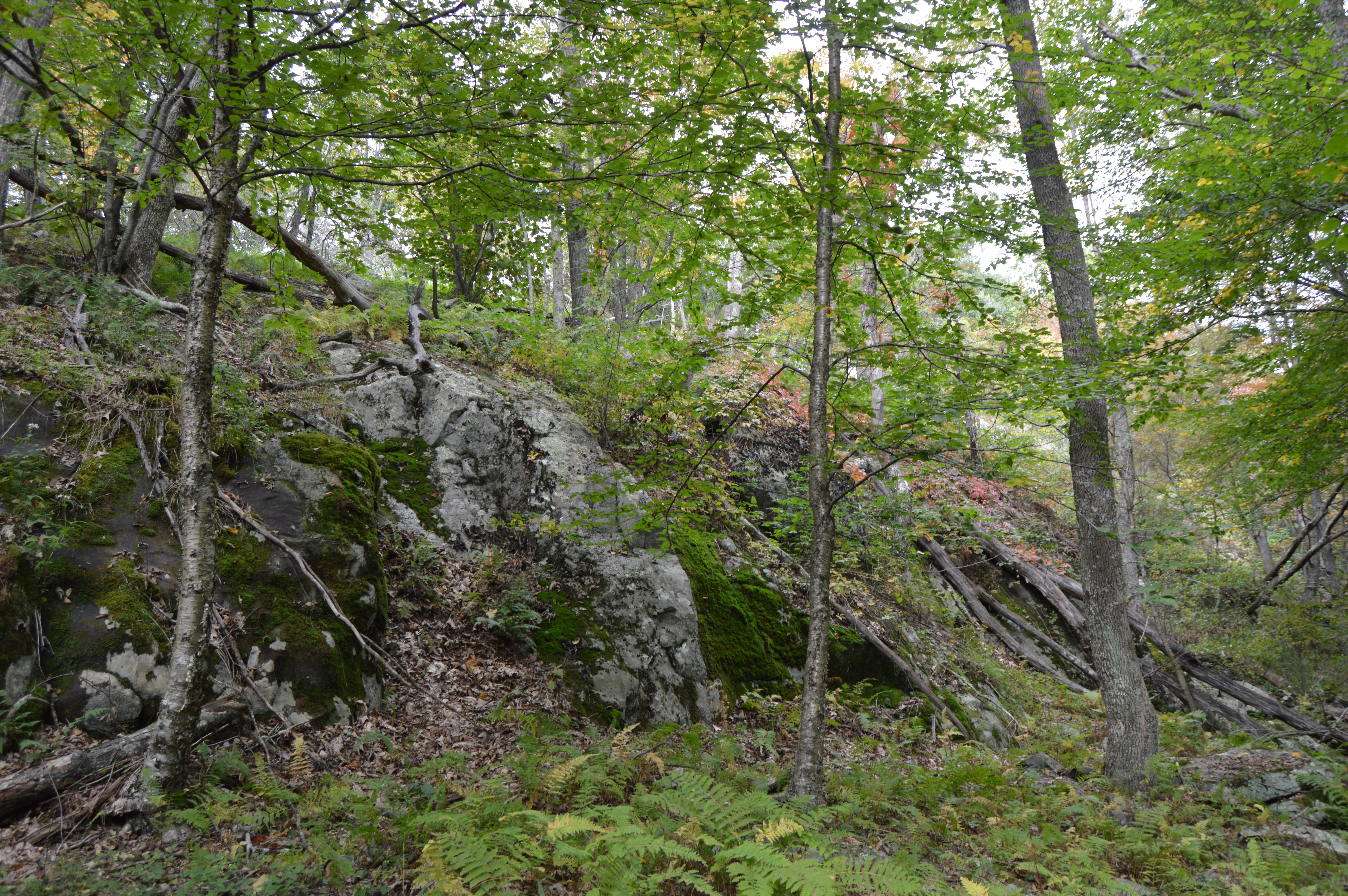
Site archéologique de Cliff Kill Site.
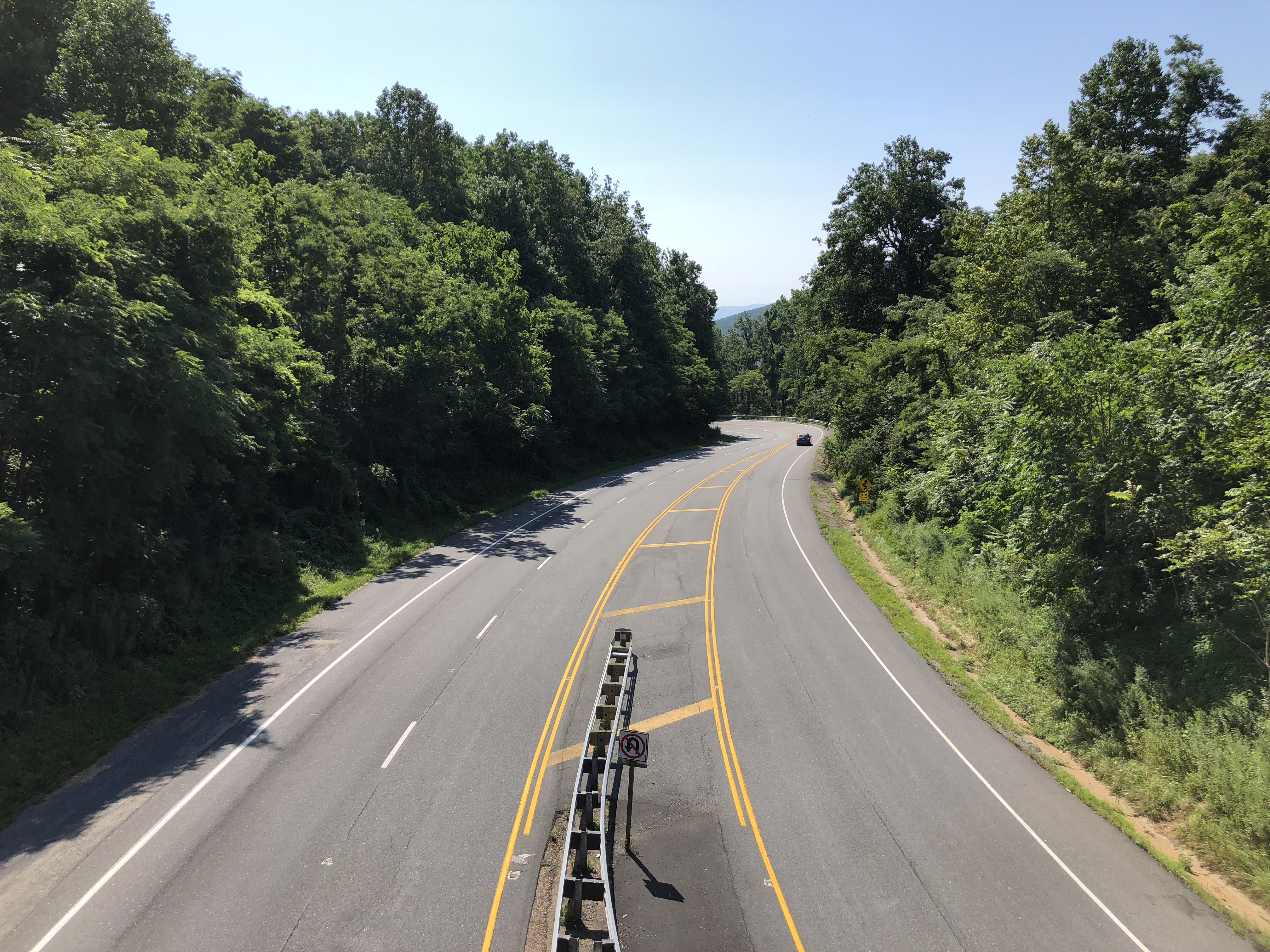
L'U.S. Route 33 au col Swift Run Gap.

## Faune
- Mammifères : cerfs, ours noir, lynx, ratons laveurs, mouffettes rayées, renards gris, marmottes d'Amérique, coyotes[3], loutres, oppossums, blaireaux d'Amérique[4]…
- Plus de 200 espèces d'oiseaux passent une partie de l'année dans le parc. Environ 30 espèces nichent de manière permanente : dindes sauvages, oies, mésanges de Caroline, aigles… Le faucon pèlerin, qui avait disparu, a été réintroduit dans les années 1990[5].
- On a pu recenser 32 espèces de poissons[6].

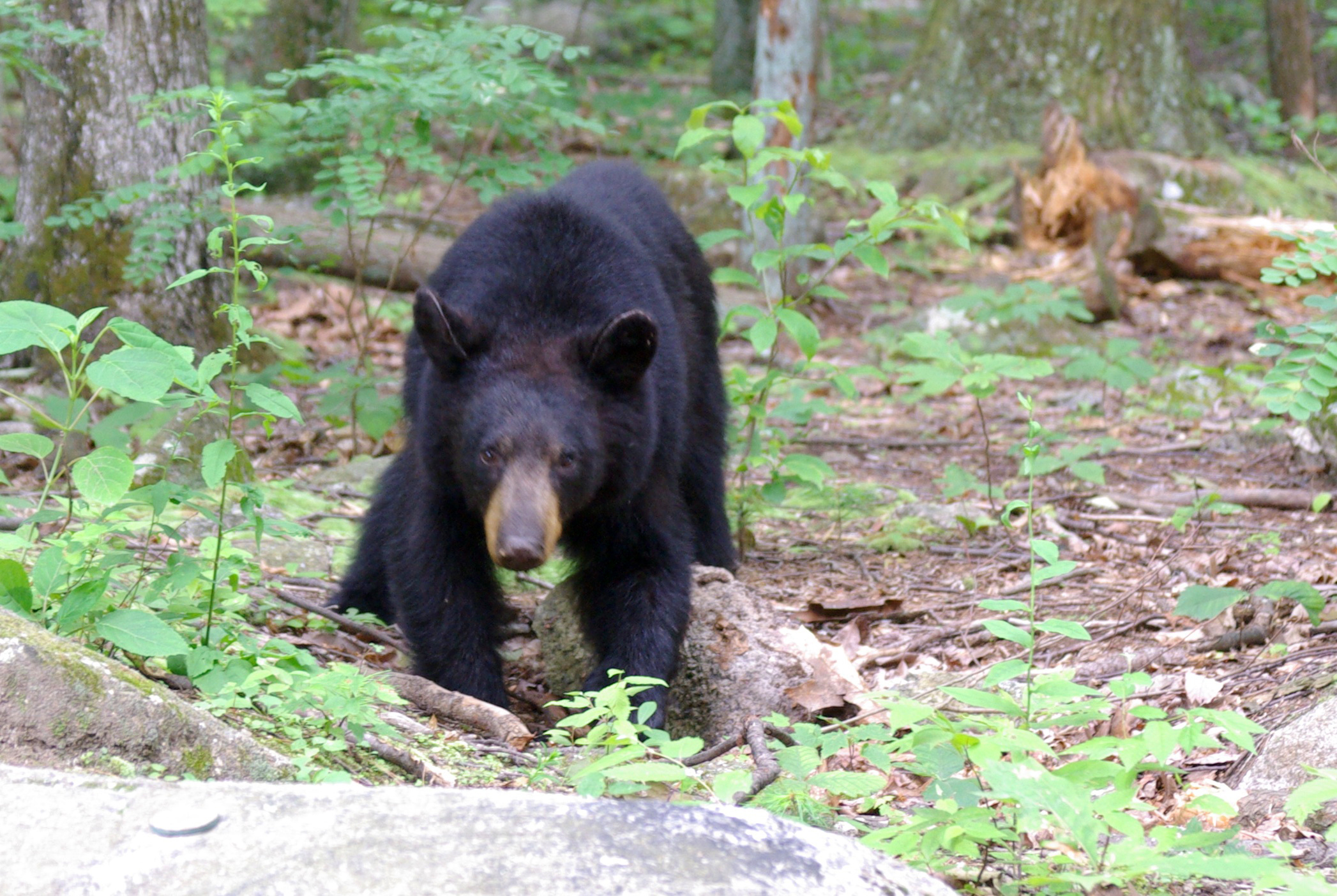
Jeune ours noir
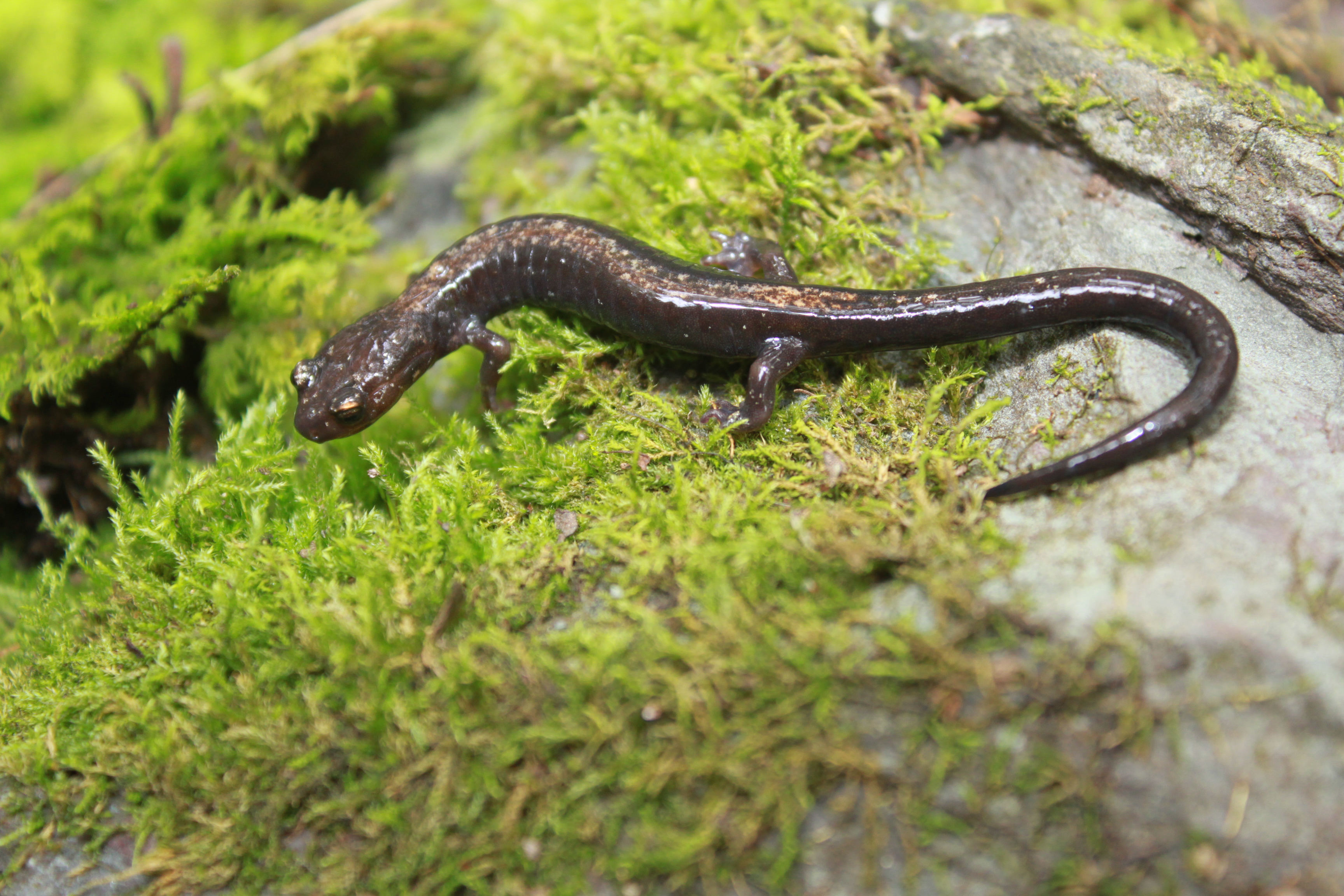
Salamandre
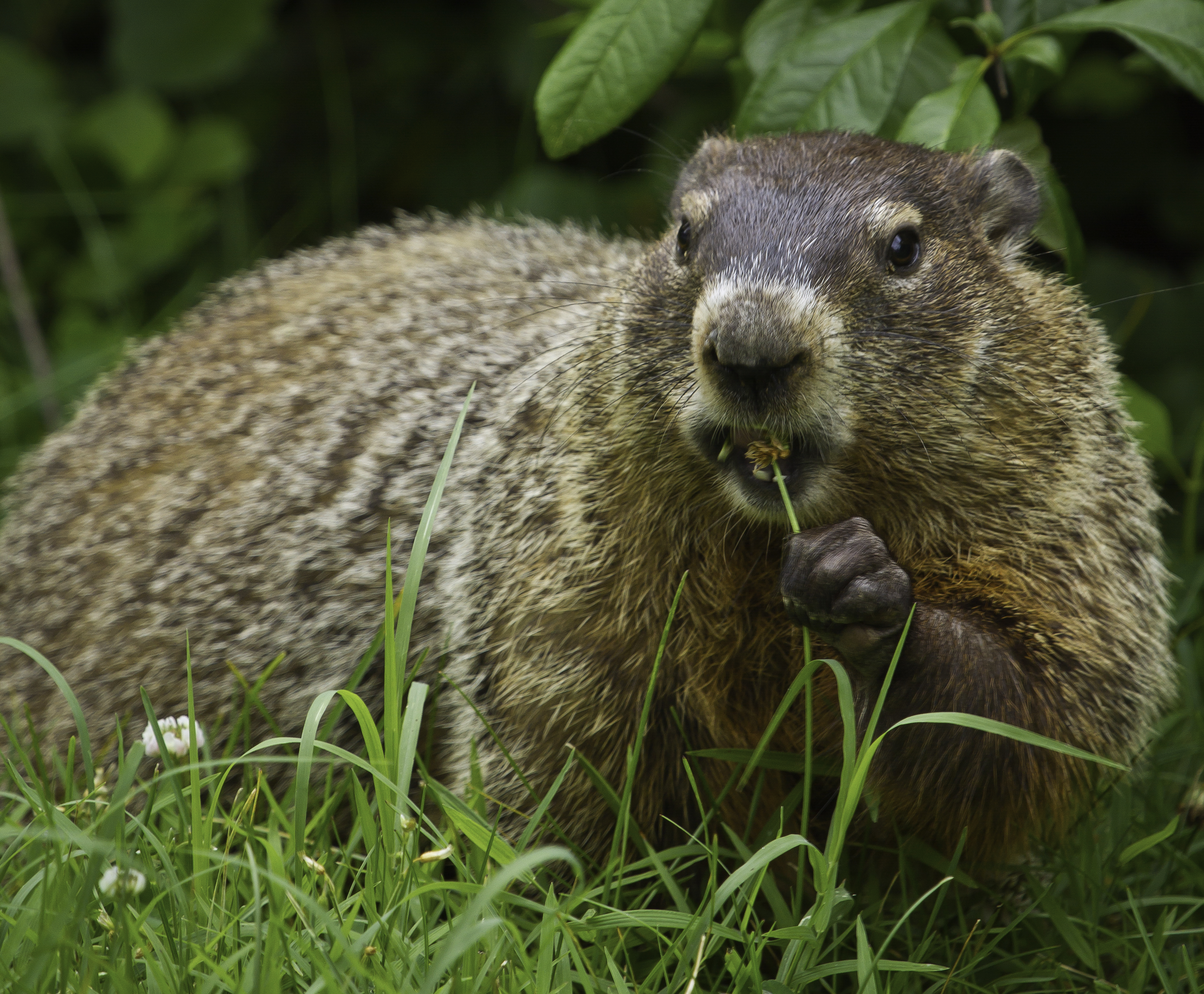
Marmotte
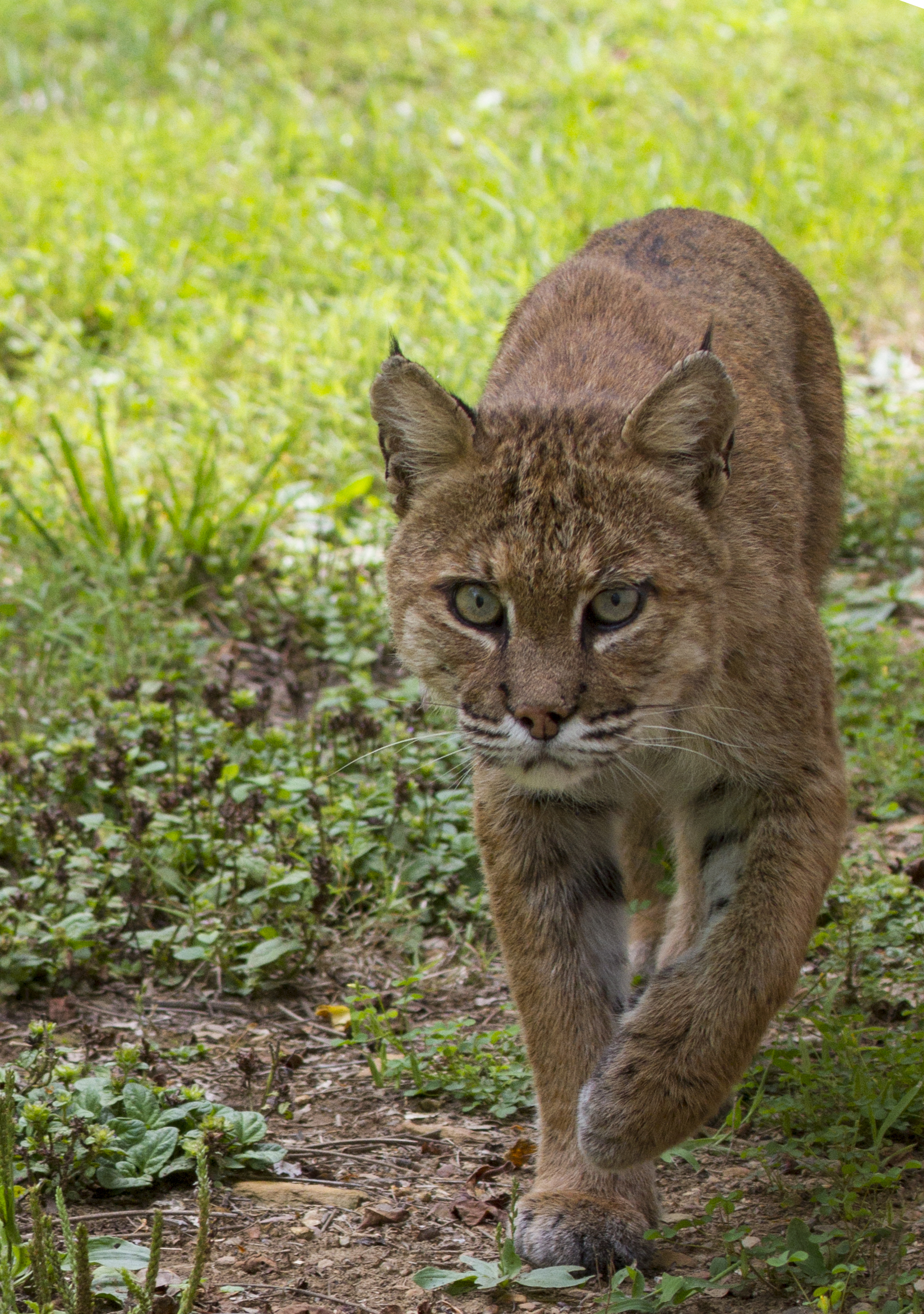
Lynx
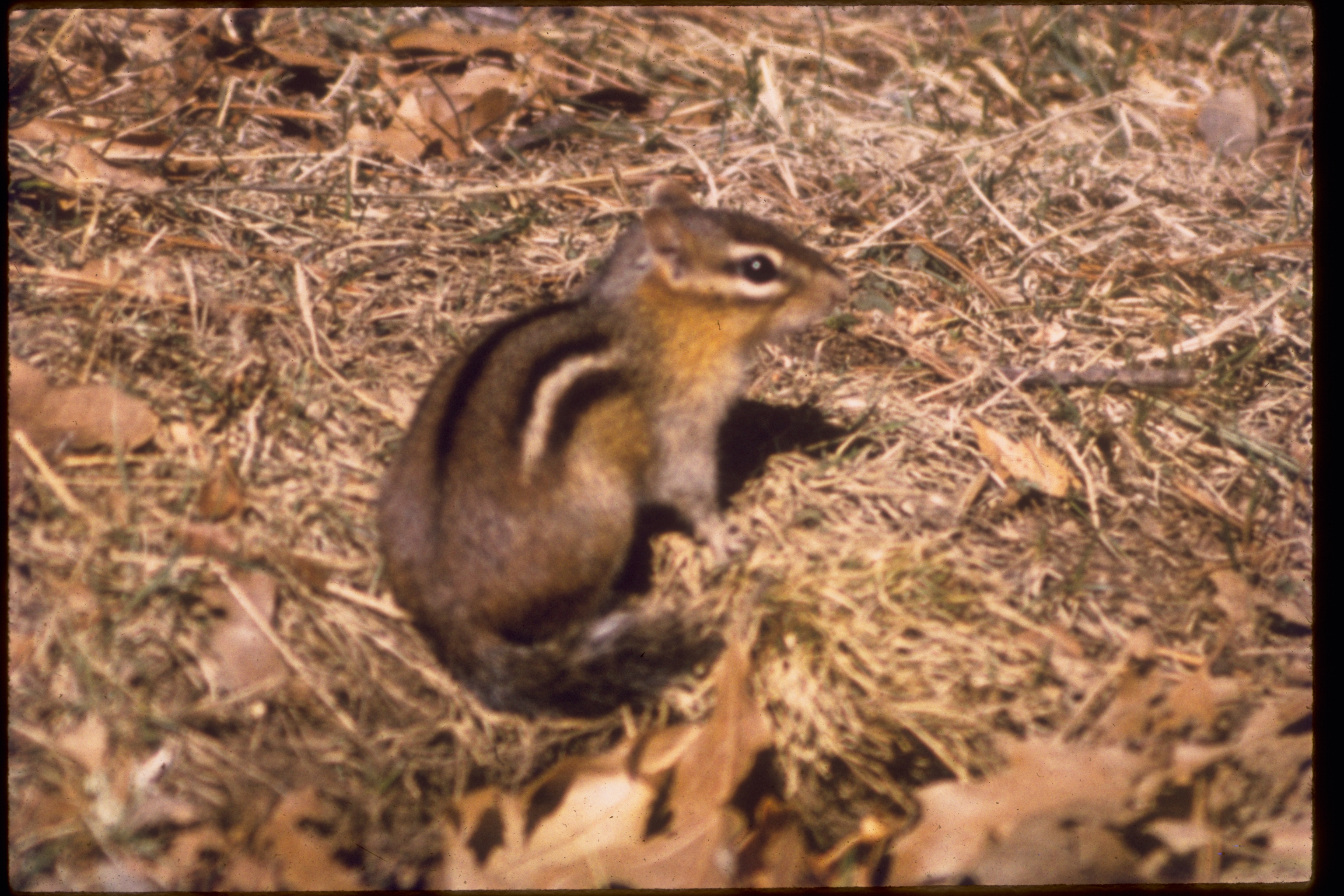
Tamia
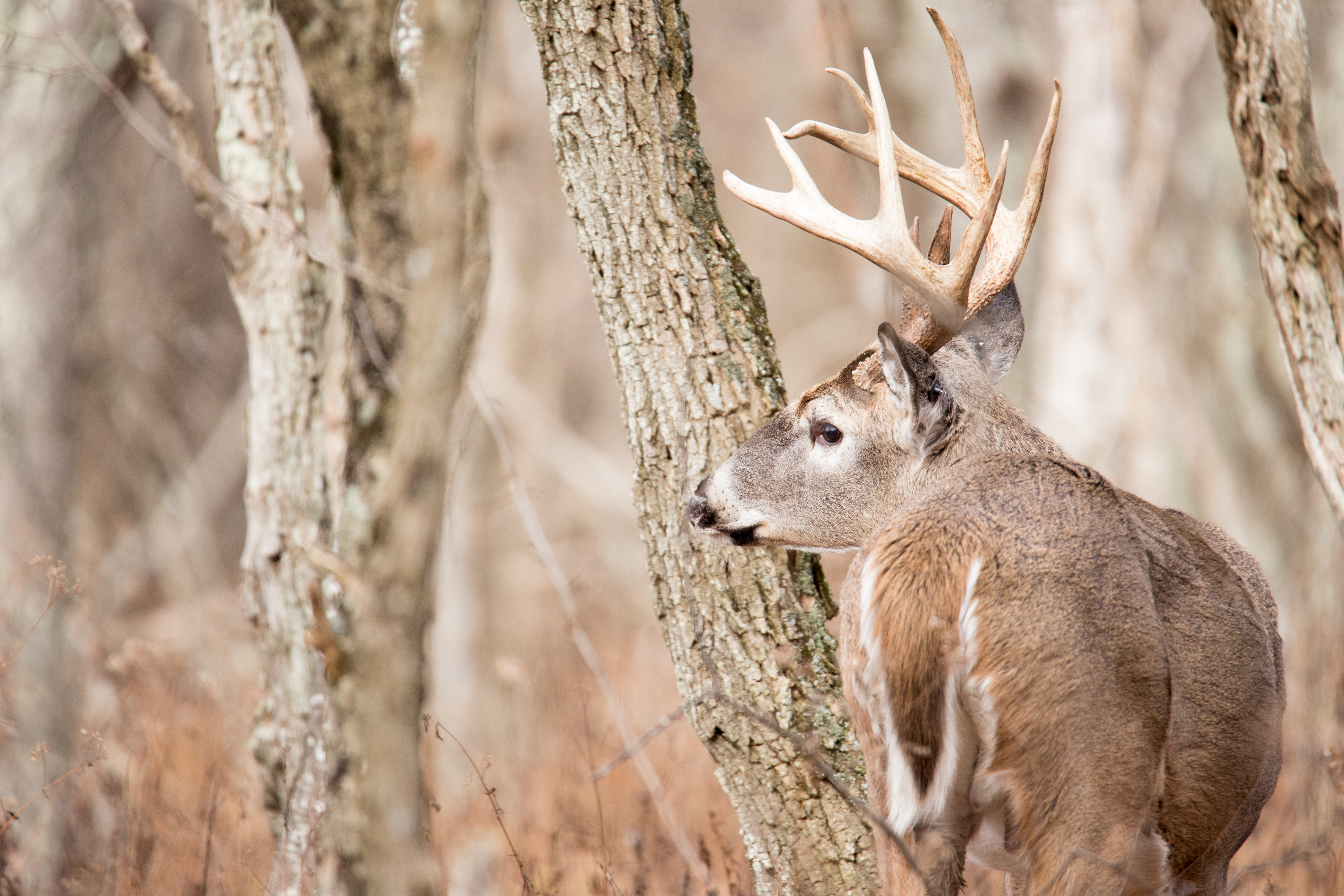
Cerf

## Flore
- Chêne, noyer blanc d'Amérique, châtaignier, érable, asclépiade

## Tourisme

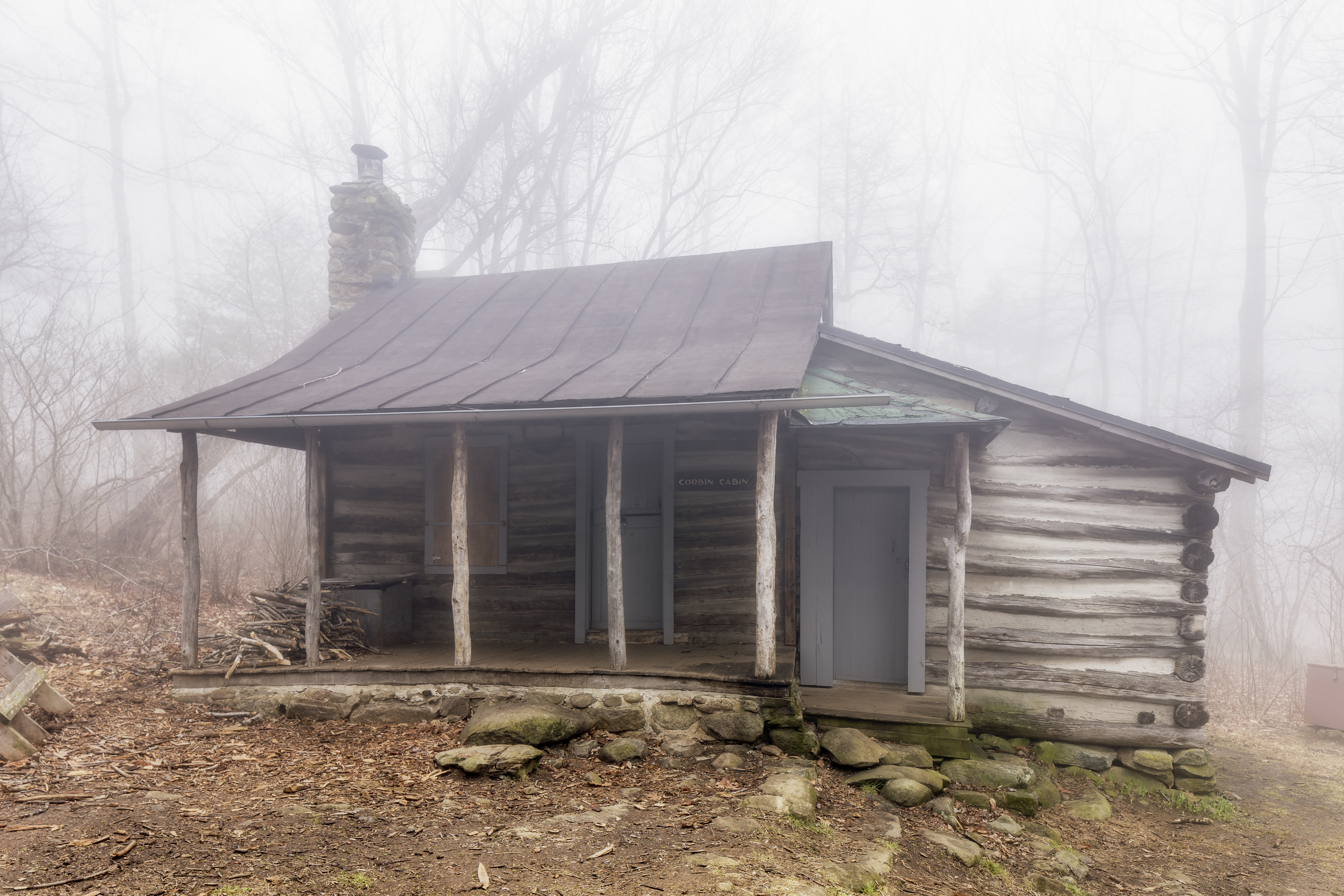
La George T. Corbin Cabin, cabane inscrite au Registre national des lieux historiques.

Quelques hébergements touristiques existent dans le parc, parmi lesquels les principaux sont les lodges dits Big Meadows Lodge et Skyland Resort.

## Numismatique
Une pièce d'un quart de dollar émise en 2014 célèbre le parc : on y voit un randonneur s'approchant du sommet du Stony Man.